# Jean Gilles
Jean Gilles (Normandia, 1350 / 1360 - Pisa, 1º de julho de 1408) foi um cardeal do século XV.

## Primeiros anos
Nasceu em Normandia em 1350 / 1360. Seu sobrenome também está listado como Gile e Egidi. Ele foi chamado de Cardeal de Liège.
Obteve o doutorado em utroque iure , tanto em direito canônico quanto em direito civil.
Cantor canônico do capítulo da catedral de Paris. O Papa Urbano VI nomeou-o auditor da Sagrada Rota Romana e capelão apostólico. Reitor de Liège em 1390. Legado papal nas dioceses de Colônia, Trier e Reims; ele foi confirmado neste post pelo Papa Bonifácio IX.
Criado cardeal diácono de S. Cosma e Damiano no consistório de 12 de junho de 1405. Entrou na cúria papal de Viterbo em 12 de dezembro de 1405; o papa terminou as cerimônias de sua investidura como cardeal em 12 de janeiro de 1406. Participou do conclave de 1406 , que elegeu o Papa Gregório XII. Anunciou a eleição do Papa Gregório XII na Universidade de Paris em 17 de dezembro de 1406 e indicou a boa vontade dos eleitos para o fim do cisma; mais tarde, por causa da resistência do papa, abandonou a obediência pela de Pisa, onde trabalhou pela união da igreja com os pseudocardeais criados pelo antipapa Bento XIII.
Morreu em Pisa em 1º de julho de 1408. Em 15 de março de 1410, o antipapa Alexandre V emitiu um salvo-conduto a três de seus parentes para transportarem seu corpo para Liège, onde foi enterrado na catedral.